# Ken Akamatsu
Ken Amatsu (赤松 健, Akamatsu Ken; Higashikurume, 5 juli 1968) is een Japanse mangaka.
Na het van succes A.I. Love You, raakte hij eindelijk bekend bij het grote publiek met zijn magnum opus, Love Hina. Deze serie werd gepubliceerd in Weekly Shōnen Magazine en werd verzameld in elf volumes (veertien volumes in totaal), die meer dan 6 miljoen exemplaren verkochten. Amakatsu won met Love Hina de Kodansha Manga Prijs voor shōnen in 2001Akamatsu verwerkte ook eigen ervaringen in het verhaal, wat de manga erg aantrekellijk maakte voor Westerse lezers, die vaak moeilijk relateren met de Japanse cultuur. De serie werd rond 2002 in Amerika gepubliceerd en werd goed ontvangen in andere landen.
Akamatsu trouwde in 2002 met Toshiko 'Kanon' Akamatsu, een voormalig zangeres/idool. Hij werkte van 2003 tot en met 2012 aan de serie Negima!: Magister Negi Magi, met 355 delen een van de langstlopende mangaseries ooit. Hij heeft net als Love Hina een Anime-adaptie.
In november 2010 kondigde hij een mangadownloadsite aan voor series die niet meer uitgegeven werden; op deze website werden ook de 14 volumes van Love Hina geplaatst. De website heeft geen tijdsrestricties of commissies, maar haalt inkomsten uit advertenties. De comics en manga's worden als pdf vrijgegeven, zonder DRM.

## Werken
- Itsudatte My Santa! – いつだってMyサンタ!
- A.I. Love You – Iが止まらない!
- Love Hina – ラブひな
- Negima!: Magister Negi Magi – 魔法先生ネギま!
- Hito Natsu no Kids Game – ひと夏のKIDSゲーム
- Mao Chan – 陸上防衛隊まおちゃん

- Bibsys: 6071306
- Biblioteca Nacional de España: XX1596063
- Bibliothèque nationale de France: cb14426746h (data)
- Catàleg d'autoritats de noms i títols de Catalunya: 981058508995906706
- CiNii: DA13052765
- Gemeinsame Normdatei: 1110983131
- International Standard Name Identifier: 0000 0001 2027 6344
- Library of Congress Control Number: n2004042432
- Bibliotheek van het Japanse parlement: 00407085
- Nationale Bibliotheek van Tsjechië: mzk2011648017
- Nationale Bibliotheek van Israël: 987012501795105171
- Nationale Bibliotheek van Polen: a0000001677923
- Nationale en Universitaire bibliotheek Zagreb: 000500045
- Réseau des bibliothèques de Suisse occidentale: 02-A013189078
- Système universitaire de documentation: 079485251
- Virtual International Authority File: 66682410
- WorldCat: E39PBJmXFX4vrQKHq43TqDY773

1. ↑  https://www.dreamgate.gr.jp/contents/case/interview/35867.